# Soucy (Yonne)
Soucy é uma comuna francesa na região administrativa de Borgonha-Franco-Condado, no departamento de Yonne. Estende-se por uma área de 21,57 km². Em 2010 a comuna tinha 1 639 habitantes (densidade: 76 hab./km²).